# Pachycephalosaurus
Pachycephalosaurus ("tlustohlavý ještěr") byl rod středně velkého ptakopánvého dinosaura, žijícího na západním území Severní Ameriky v období pozdní svrchní křídy (asi před 70 až 66 miliony let). Patřil tedy k vůbec posledním neptačím dinosaurům, jejichž zkameněliny jsou objevovány v souvrství Hell Creek. Dal název celé skupině ptakopánvých dinosaurů – pachycefalosauři.

## Objev
První zkameněliny pachycefalosaurů byly zřejmě objeveny již v 50. letech 19. století, nebyly ale ještě správně rozeznány. Materiál typového druhu P. wyomingensis však popsal až Charles W. Gilmore v roce 1931. Teprve v roce 1943 však s novým kompletnějším materiálem popsali tento taxon správně paleontologové Barnum Brown a Erich Maren Schlaikjer. V současnosti je jako platný druh uznáván pouze P. wyomingensis.

## Popis
Anatomie pachycefalosaura není dobře známá, protože byly fakticky dodnes objeveny jen části jeho lebky. Ta byla extrémně ztluštělá a vytvářela „helmu“ (frontoparietální dóm) vysokou až kolem 25 cm. Dříve se dokonce předpokládalo, že mohlo jít o dutou mozkovnu a že tito dinosauři byli tedy velmi inteligentní. Brzy však bylo prokázáno, že je kost kompaktní a mozek byl ve skutečnosti velmi malý. Pachycephalosaurus byl dvounohý (bipední) dinosaurus, který měřil maximálně asi 5 až 7 metrů na délku (existují však odhady až osmimetrové). Jeho hmotnost mohla dosáhnout zhruba 370 až 450 kilogramů, u odrostlých jedinců však možná až 2 tun. Byl s jistotou býložravý a jeho zuby nasvědčují spásání tuhé vegetace. Patří k poměrně známým a často zobrazovaným dinosaurům.